# Damian Waniczek
Damian Waniczek (ur. 18 lutego 1981 w Szczyrku) – polski saneczkarz torów naturalnych w konkurencji dwójek. Zawodnik klubu LKS Jastrząb Szczyrk, triumfator Pucharu Świata 2001/2002.
Startując w konkurencji dwójek razem z Andrzejem Laszczakiem zdobył Kryształową Kulę w sezonie 2001/2002, dwukrotnie był drugi (w sezonie 2002/2003 i 2004/2005) i raz trzeci (2007/2008). Czterokrotny brązowy medalista mistrzostw świata (2000, 2005, 2009, 2011) oraz srebrny (2010) i brązowy medalista (2002) mistrzostw Europy w dwójkach. Zajął też 4. miejsce w dwójkach na mistrzostwach świata w 2001 roku w Stein an der Enns w Austrii, w 2003 w miejscowości Železniki w Słowenii i w 2007 roku w kanadyjskiej miejscowości Grande Prairie.
W zawodach Pucharu Świata Waniczek w konkurencji dwójek wraz z Andrzejem Laszczakiem 25 razy stawał na podium w tym 10 razy na najwyższym jego stopniu.

## Osiągnięcia

### Mistrzostwa świata
| Rok  | Miejsce           | Państwo  | Jedynki | Dwójki | Drużynowo      |
| ---- | ----------------- | -------- | ------- | ------ | -------------- |
| 2000 | Olang             | Włochy   | dns     | 3.     | nie rozgrywano |
| 2001 | Stein an der Enns | Austria  | dns     | 4.     | nie rozgrywano |
| 2003 | Železniki         | Słowenia | 24.     | 4.     | nie rozgrywano |
| 2005 | Latsch            | Włochy   | 19.     | 3.     | 4.             |
| 2007 | Grande Prairie    | Kanada   | dns     | 4.     | 5.             |
| 2009 | Moso in Passiria  | Włochy   | 21.     | 3.     | 6.             |
| 2011 | Umhausen          | Austria  | 23.     | 3.     | 8.             |
| 2013 | Deutschnofen      | Włochy   | 21.     | 10.    | 7.             |
| 2015 | Sankt Sebastian   | Austria  | 19.     | 7.     | odwołano       |

### Mistrzostwa Europy
| Rok  | Miejsce                  | Państwo | Jedynki | Dwójki | Drużynowo      |
| ---- | ------------------------ | ------- | ------- | ------ | -------------- |
| 2002 | Frantschach-St. Gertraud | Austria | dns     | 3.     | nie rozgrywano |
| 2004 | Hüttau                   | Austria | 31.     | 7.     | nie rozgrywano |
| 2006 | Umhausen                 | Austria | 26.     | 9.     | nie rozgrywano |
| 2008 | Olang                    | Włochy  | 12.     | 7.     | nie rozgrywano |
| 2010 | Sankt Sebastian          | Austria | 22.     | 2.     | 6.             |
| 2012 | Nowouralsk               | Rosja   | 24.     | 5.     | 8.             |
| 2014 | Umhausen                 | Austria | 16.     | 6.     | 4.             |

### Mistrzostwa Europy juniorów
| Rok  | Miejsce     | Państwo | Jedynki | Dwójki |
| ---- | ----------- | ------- | ------- | ------ |
| 1996 | Szczyrk     | Polska  | 32.     | 5.     |
| 1998 | Feld am See | Austria | 29.     | 12.    |
| 2000 | Umhausen    | Austria | 22.     | -      |

### Puchar Świata

#### Miejsca w klasyfikacji generalnej
| Sezon     | Jedynki | Dwójki |
| --------- | ------- | ------ |
| 1998/1999 | 36.     | 10.    |
| 1999/2000 | 22.     | 4.     |
| 2000/2001 | 20.     | 6.     |
| 2001/2002 | 24.     | 1.     |
| 2002/2003 | 43.     | 2.     |
| 2003/2004 | 16.     | 4.     |
| 2004/2005 | 16.     | 2.     |
| 2005/2006 | 22.     | 4.     |
| 2006/2007 | 20.     | 6.     |
| 2007/2008 | 19.     | 3.     |
| 2008/2009 | 14.     | 4.     |
| 2009/2010 | 18.     | 4.     |
| 2010/2011 | 16.     | 8.     |
| 2011/2012 | 20.     | 5.     |
| 2012/2013 | 14.     | 7.     |
| 2013/2014 | 22.     | 6.     |
| 2014/2015 | 27.     | 9.     |

#### Zestawienie podium w zawodach Pucharu Świata
| konkurencja | 1. miejsce | 2. miejsce | 3. miejsce |
| ----------- | ---------- | ---------- | ---------- |
| dwójki      | 10         | 7          | 8          |

#### Zwycięstwa w zawodach Pucharu Świata
| Lp. | Data       | Miejsce         | Konkurencja | Partner          |
| --- | ---------- | --------------- | ----------- | ---------------- |
| 1.  | 14.12.2001 | Olang           | dwójki      | Andrzej Laszczak |
| 2.  | 20.01.2002 | Hüttau          | dwójki      | Andrzej Laszczak |
| 3.  | 27.01.2002 | Železniki       | dwójki      | Andrzej Laszczak |
| 4.  | 22.12.2002 | Völs am Schlern | dwójki      | Andrzej Laszczak |
| 5.  | 12.01.2003 | Umhausen        | dwójki      | Andrzej Laszczak |
| 6.  | 26.01.2003 | Hüttau          | dwójki      | Andrzej Laszczak |
| 7.  | 14.02.2004 | Triesenberg     | dwójki      | Andrzej Laszczak |
| 8.  | 14.01.2005 | Oberperfuss     | dwójki      | Andrzej Laszczak |
| 9.  | 23.01.2005 | Latzfons        | dwójki      | Andrzej Laszczak |
| 10. | 11.12.2005 | Longiaru        | dwójki      | Andrzej Laszczak |

#### Pozostałe miejsca na podium w zawodach Pucharu Świata
| Lp. | Data          | Miejsce          | Lokata | Konkurencja | Partner          |
| --- | ------------- | ---------------- | ------ | ----------- | ---------------- |
| 1.  | 18-20.02.2000 | Železniki        | 3      | dwójki      | Andrzej Laszczak |
| 2.  | 15-16.12.2001 | Olang            | 2      | dwójki      | Andrzej Laszczak |
| 3.  | 18-19.12.2001 | Triesenberg      | 3      | dwójki      | Andrzej Laszczak |
| 4.  | 17-19.01.2003 | Moskwa           | 2      | dwójki      | Andrzej Laszczak |
| 5.  | 4-6.01.2004   | Grande Prairie   | 2      | dwójki      | Andrzej Laszczak |
| 6.  | 15-16.01.2005 | Oberperfuss      | 3      | dwójki      | Andrzej Laszczak |
| 7.  | 18-20.02.2005 | Olang            | 2      | dwójki      | Andrzej Laszczak |
| 8.  | 1-3.03.2006   | Grande Prairie   | 3      | dwójki      | Andrzej Laszczak |
| 9.  | 9-11.03.2006  | Oberperfuss      | 2      | dwójki      | Andrzej Laszczak |
| 10. | 22-23.12.2007 | Moos in Passeier | 2      | dwójki      | Andrzej Laszczak |
| 11. | 26-27.01.2008 | Latsch           | 2      | dwójki      | Andrzej Laszczak |
| 12. | 9-11.01.2009  | Sankt Sebastian  | 3      | dwójki      | Andrzej Laszczak |
| 13. | 16-18.01.2009 | Umhausen         | 3      | dwójki      | Andrzej Laszczak |
| 14. | 19-20.12.2009 | Nowouralsk       | 3      | dwójki      | Andrzej Laszczak |
| 15. | 9-10.01.2010  | Umhausen         | 3      | dwójki      | Andrzej Laszczak |